# Elgaria paucicarinata
Elgaria paucicarinata — вид ящірок з родини веретіницевих.

## Поширення
Ендемік штату Баха-Каліфорнія-Сюр у Мексиці.

## Спосіб життя
Ящірка мешкає у різноманітних середовищах існування від спекотних пустель до підстилки широколистяних лісів.

## Оригінальна публікація
- Fitch, 1934 : A shift of specific names in the genus Gerrhonotus. Copeia, vol. 1934, P..